# Мангровый виреон
Мангровый виреон (лат. Vireo pallens) — вид воробьинообразных птиц из семейства виреоновых. Известно 9 подвидов.

## Распространение
Обитают в Белизе, Коста-Рике, Сальвадоре, Гватемале, Гондурасе, Мексике и Никарагуа. Тихоокеанская популяция обитает только в манграх, карибская же — в более широком диапазоне природных зон.

## Описание
Длина тела 11-12 см, по другим данным 10 см. Самец и самка похожи. Верхняя часть тела тусклого зелёно-коричневого цвета, лётные перья тускло-тёмно-серые.

## Биология
В рацион входят пауки, насекомые и фрукты.
МСОП присвоил виду охранный статус LC.